# Антофора северная
Антофора северная (лат. Anthophora borealis) — вид земляных пчёл рода Anthophora из трибы Anthophorini семейства Apidae. Вид был впервые описан в 1864 году русским энтомологом Фердинандом Фердинандовичем Моравицем.

## Описание
Длина 11—13 мм. Голова спереди чёрная. 2-й членик жгутика антенн по длине короче трёх последующих члеников вместе взятых. Клипеус выступающий, если смотреть сбоку. На 1-м членике задних лапок кисточка из тёмных волосков
. Опылитель люцерны, других растений семейства бобовые, посещает донники, чину и другие виды. Гнездится колониально на лугах, опушках леса, лесополосах. Занесена в Красную книгу Республики Татарстан (Казань, 1995, 2006).

## Распространение
Встречается от Европе, Сибири, Средней Азии, Якутии, юге Дальнего Востока.